# Руководство к основательному познанию шашечной игры
Руководство к основательному познанию шашечной игры, или Искусство обыгрывать всех в простыя шашки — первая книга на русском языке о шашках. Вышла анонимно в Санкт-Петербурге в 1827 году. Как скоро выяснилось, её написал Александр Дмитриевич Петров.

## СодержаниеРуководства…
В Руководстве… описаны: правила игры в простые шашки (кре́пки) и поддавки, дан словарь шашечных терминов, как записывать партии, как начинать партии, как играть в нормальном окончании, показаны композиции.
- I. Oпиcaние простой шашечной игры… C. 1.
- II. О положении шашечницы и шашек… C. 2.
- III. О ходе и действии шашек… C. 3.
- IV. Изъяснение речений, в шашечной игре употребляемых… C. 5.
- V. Общие правила и примечания… C. 7.
- VI. Частные правила шашечной игры… C. 11.
- VII. Погрешности или изменения сей игры. Примерные игры… C. 15.
- VIII. Изъяснение принятого способа описания игор… C. 19.
- IX. Начальные игры (четыре полные игры)… C. 21.
- X. Окончания игор… C. 32.
  - 1) Три доведи против одной… C. 32.
  - 2) Три доведи против одной доведи и шашки (десять примеров)… C. 38.
  - 3) Четыре доведи против одной… C. 49.
  - 4) Шесть шашек запирают одну… C. 51.
- XI. Хитрости шашечной игры (двенадцать примеров)… C.52.
- XII. Об игре в поддавки (Два примера, как надлежит играть с 12-ю шашками против одной)… C. 62.

## Определение игры
В шашки играют вдвоем — друг против друга.
Игра сия разделяется на простую и игру в поддавки (qui perd — gagné).

Простая, обыкновенная игра состоит в том, чтоб лишить противника шашек, или запереть их так, чтоб он не имел хода; а в игре в поддавки кто скорее отдаст свои шашки, тот и выиграл.
Игра в поддавки (qui perd — gagné) требует гораздо более расчета, нежели обыкновенная; а особливо в конце игры при каждом ходе надобно внимательно смотреть: нет ли возможности всех отдать, и остерегаться, что бы противник того же не сделал. В сей игре надобно стараться с начала брать шашки и не всегда отдавать свои как только представится случай; ибо тот, у кого более шашек, имеет более ходов, и потому — больше способов выиграть. Надлежит примечать, что вообще гораздо скорее можно отдать большее число шашек против меньшего, нежели меньшее противу большего. Играя в поддавки также надобно наблюдать, что бы шашку вашу (белую) не заперли на клетках 12 или 5 [h6 или a7], и с своей стороны старайтесь заманить черного на 21 или 28 [а3 или h2]. —Тогда тот игрок, чья шашка заперта, непременно должен проиграть; ибо противник заранее устроить шашки свои таким образом, чтоб можно было отдать всех, и при удобном случае исполнить намерение своё, давши ход той запертой шашки
.

## Дебюты
Среди предложенных шашечных начал был дебют, позднее названный Игра Петрова
1.g3—h4 b6—a5, 2.f2—g3 c7— b6, 3.e3—f4 f6—g5, 4. h4:f6 e7: e3, 5. d2:f4 g7—f6, 6.g3—h4 f8— e7, 7.h2—g3 b6—c5, 8.g1—h2 c5—b4 9.a3: c5 d6:d2, 10.c1: e3 a7— b6 , 11.b2—c3 b6—c5, 12. a1—b2 b8—c7, 13. b2—a3 c7—d6, 14. e1—d2 a5—b4, 15. c3:a5 c5—d4, 16. e3:c5 d6:b4, 17. a3:c5 f6—g5, 18. h4:f6 e7:c1, 19. c5—d6 h6—g5, 20. d6—c7 d8: b6, 21. a5: c7 g5—h4, 22. c7—b8 h4:f2, 23. h2—g3 f2:h4, 24. b8—h2 c1—e3, 25. h2—e5 e3—a7, 26. e5—b8 a7— g1, 27. b8— h2 g1—d4, 28. h2—d6 d4— f6, 29. d6—f4 f6—d4, 30. f4— d6 h8— g7, 31. d6—f4 g7—f6, 32. f4—d6 d4— a7, 33. d6— b8 f6—g5, 34. b8—e5 a7—b8, 35. e5—a1

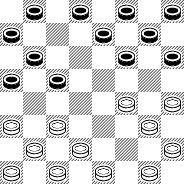
Позиция после ходов 3.ef4 dc5

Игра  так  или  иначе зависит совершенно  от  произвола  каждого,  и нельзя  утвердительно сказать  какой ход лучше в начале игры.   Некоторые  стараются помещать  шашки свои на боковых местах или, что называется, ходить по уголкам; другие напротив    считают    за  лучшее ставить   их    по   средине    доски. Выгода и невыгода как сего так и другого способа состоит в том, что шашки, помещенные на крайних местах,   не так   скоро могут быть  разбиты,   за то меньше имеют   ходов   и скорее   могут быть стеснены;   шашки же, помещенные   по средине,   хотя   и более имеют  ходов, но подвержены большей опасности быть разбитыми. Однако ж, по мнению моему, гораздо лучше ставить их по средине, потому что этим можно стеснять игру противника.

## Эндшпиль
Разобранные примеры выигрыша трех дамок против одной стали большим открытием для России, где известный несколько сотен лет способ выигрыша называется Треугольник Петрова. Сильным подспорием стал показ способа поимки дамки и простой против трёх дамок, контролирующих большую дорогу.

## Ошибки
Н. Н. Панкратов в статье «Три дамки против дамки и простой» писал:

* Чтоб не получить упрека в голосовности указываю: 1) стр. 40, ходъ белых 9.e5-a1 очевидно слаб, следовало играть 9.e1-a5; 10.e5-c3. —2) Стр. 43, ход белых 8.f4-d2, после чего черные должны ходить b8-с7 и занять большую дорогу, а они ходять d8-с7? —3) Стр. 44, ход белых 7.h8-f6, после чего черным следует ответить d8-е7 и занять большую дорогу, а они ходять b4-e7? —4) Стр. 46, ход белых 5.h4-d8 очень слаб, следовало играть 5.е5-b8; —Но все это ничуть не препятствует нам сдедовать указаниям нашего знаменитого патриарха игры.— Материалы для руководства шашечной игрой. Три дамки против дамки и простой.
.